# Вяткин, Дмитрий Фёдорович
Дми́трий Фёдорович Вя́ткин (род. 21 мая 1974, Коркино, Челябинская область) — российский государственный и политический деятель, депутат V, VI, VII и VIII созывов. Первый заместитель руководителя фракции «Единая Россия» в Государственной думе Федерального собрания Российской Федерации VIII созыва с 7 октября 2021 года.
Член фракции «Единая Россия». Первый заместитель председателя комитета по развитию гражданского общества, вопросам общественных и религиозных объединений. Один из авторов закона о наказании за распространение недостоверной информации, приводящее к тяжким последствиям и интернет — хулиганства.
Из-за поддержки российско-украинской войны — под санкциями 27 стран ЕС, Великобритании, США, Швейцарии, Австралии, Японии, Украины, Новой Зеландии.

## Биография
Родился 21 мая 1974 года в городе Коркино, Челябинская область.
В 1990 году поступил на юридический факультет Челябинского государственного университета. В 1990—1992 году во время учёбы в вузе работал асфальтобетонщиком, токарем, затем секретарём в суде.
В 1995 году окончил с отличием юридический факультет Челябинского государственного университета по специальности «юриспруденция».

### Карьера юриста
В 1996 году начал работать в небольшом частном банке ОАО «Челиндбанк», с 1997 по 2005 год работал начальником юридического отдела, затем — юридического управления банка.
В 1999 году во время избирательной кампании в Госдуму был консультантом по правовым вопросам кандидата Михаила Гришанкова, выпускника высших курсов КГБ и к 1999 году начальника подразделения отдела экономической контрразведки УФСБ по Челябинской области. Гришанков баллотировавшегося по одномандатному Кыштымскому избирательному округу № 184 Челябинской области и в итоге был избран.
В феврале-марте 2000 года во время избирательной кампании на президентских выборах, назначенных на 26 марта 2000 года, Вяткин работал в челябинском региональном штабе кандидата в президенты и одновременно исполняющего обязанности президента Владимира Путина. Предвыборный штаб Владимира Путина был сформирован 15 февраля 2000 года, возглавил его заместитель главы президентской администрации Дмитрий Медведев.

### Депутат заксобрания Челябинской области

#### 3 созыв (2000—2005)
Осенью 2000 года 26-летний начальник юридического отдела «Челиндбанка» Дмитрий Вяткин зарегистрировался кандидатом на выборах депутатов Законодательного собрания Челябинской области третьего созыва. Они были назначены на 24 декабря 2000 года. Депутаты избирались по 45 одномандатным избирательным округам. Вяткин баллотировался по Коркинскому избирательному округу № 12 (город Коркино и южная часть Сосновского района). В агитации рассказывал о собственной стратегии развития округа, использовал лозунг «От тактики выживания — к стратегии развития». Избирательной кампанией Вяткина руководил уральский политтехнолог Игорь Савельев, работавший тогда в Челябинске. Он же годом ранее вёл кампанию Михаила Гришанкова. На выборах при явке избирателей 51,60 % Вяткин получил большинство голосов (5099, 17,75 %) и был избран депутатом.
В заксобрании третьего созыва Вяткин возглавил комитет по законодательству, государственному строительству и местному самоуправлению.
С декабря 2002 года член партии «Единая Россия».
7 апреля 2005 году Дмитрий Вяткин защитил диссертацию в Уральской государственной юридической академии на тему «Правовые проблемы определения статуса и компетенции муниципальных образований и органов местного самоуправления», кандидат юридических наук. В августе 2013 года на основании заключения экспертизы, выполненной сообществом «Диссернет», был уличён в плагиате при написании диссертации.
В апреле 2005 года депутаты заксобрания впервые выбирали губернатора Челябинской области по представлению президента РФ. 14 апреля 2005 года президент Владимир Путин внёс на рассмотрение Законодательного собрания Челябинской области кандидатуру Петра Сумина для наделения его полномочиями губернатора региона, 18 апреля депутаты утвердили его на этом посту. Решение было принято единогласно 42 голосами.

#### 4 созыв (2005—2007)
Осенью 2005 года Вяткин выдвинулся от «Единой России» на выборах депутатов Законодательного собрания Челябинской области четвёртого созыва, назначенным на 25 декабря 2005 года. Выборы проходили по смешанной системе: 30 депутатов были избраны по партийным спискам, 25 — по одномандатным округам. Вяткин вновь баллотировался по Коркинскому избирательному округу № 12 и как кандидат от парламентской партии от сбора подписей он был освобождён. На выборах при явке 36,14 % получил большинство голосов (20049, 70,86 %) и был избран депутатом на новый 5-летний срок.
В январе 2006 году был избран заместителем председателя законодательного собрания Владимира Мякуша («Единая Россия», глава фракции), курировал вопросы законодательства.

### Депутат Государственной думы

#### 5 созыв (2007—2011)
В сентябре 2007 года стартовала кампания по выборам депутатов Государственной думы пятого созыва, назначенным на 2 декабря 2007 года. При этом было отменено голосование по одномандатным округам и все 450 депутатов избирались по партийным спискам. Вяткин был включён в состав списка «Единой России», был 9-м номером в региональной группе № 77 Челябинская область, состоявшей из 11 кандидатов. Перед ним были губернатор Челябинской области П. И. Сумин, руководитель ОАО «ММК» В. Ф. Рашников, мэр Челябинска М. В. Юревич, топ-менеджер ММК А. А. Морозов, В. В. Панов, В. С. Плескачевский, М. Н. Мищенко, Г. Г. Лазарев. На выборах список «Единой России» набрал всего 64,30 % голосов, а в Челябинской области 61,13 %, из чего ожидалось, что южноуральские «единороссы» могут получить от 6 до 8 мандатов. В итоге они получили 8 мандатов и при распределении от них отказались Сумин (№ 1), Рашников (№ 2) и Юревич (№ 3). 24 декабря их мандаты получили соответственно Дмитрий Вяткин (№ 9), Светлана Ишмуратова (№ 10) и Александр Берестов (№ 11)..
В Государственной Думе V созыва входил во фракцию «Единая Россия». Член комитета по гражданскому, уголовному, арбитражному и процессуальному законодательству.
Осенью 2010 годы Дмитрий Вяткин вместе с депутатами Виктором Звагельским, Натальей Пугачевой, Владимиром Мединским, Павлом Зыряновым, Николем Герасименко инициировали законопроект, предлагающий отнести пиво и напитки на его основе к алкогольной продукции.

#### 6 созыв (2011—2016)
В 2011 году вновь избран депутатом Государственной думы VI созыва от партии «Единая Россия». Занимал пост заместителя председателя комитета по конституционному законодательству и государственному строительству. Был членом комиссии по контролю за достоверностью сведений о доходах, об имуществе и обязательствах имущественного характера, представляемых депутатами.
Будучи депутатом Государственной Думы VI созыва, проголосовал за принятие Федерального закона, запрещающего гражданам США усыновлять российских сирот и известного как «Закон Димы Яковлева» и «Закон подлецов».

#### 7 созыв (2016—2021)
18 сентября 2016 года избран депутатом Государственной Думы VII созыва. Занял пост первого заместителя председателя комитета по развитию гражданского общества, делам общественных объединений и религиозных организаций.
В 2019 году стал одним из авторов (вместе с Людмилой Боковой и Андреем Клишасом) закона о наказании за распространение фейков и публикаций, проявляющих неуважение к власти.

#### 8 созыв (2021—2026)
19 сентября 2021 года избран депутатом Государственной Думы VIII созыва. Участвовал в выборах в Госдуму 19 сентября 2021 г. по списку партии «Единая Россия» (пятый номер региональной группы № 11, Челябинская обл.). По итогам распределения мест в Госдуму не прошел, однако 4 октября 2021 г. получил вакантный депутатский мандат.
С 7 октября 2021 г. — первый заместитель руководителя фракции «Единая Россия» Владимира Васильева. Первый заместитель председателя комитета по развитию гражданского общества, вопросам общественных и религиозных объединений.

## Законотворческая деятельность
С 2007 по 2019 год, в течение исполнения полномочий депутата Государственной Думы V, VI и VII созывов, выступил соавтором 126 законодательных инициатив и поправок к проектам федеральных законов.
Был соавтором поправок к законопроекту о дистанционном электронном голосовании, которые ограничивают возможность независимого контроля за избирательным процессом.

## Санкции
Из-за поддержки российской агрессии и нарушения территориальной целостности Украины во время российско-украинской войны находится под персональными международными санкциями разных стран.
25 февраля 2022 года, на фоне вторжения России на Украину, включён в санкционный список стран Евросоюза в ответ на решение России признать территории Донецкой и Луганской областей Украины и на решение об отправке туда российских войск.
11 марта 2022 года внесён в санкционный список Великобритании «за признание независимости двух сепаратистских регионов в Украине».
30 сентября 2022 года внесён в санкционный список США в ответ на «фиктивные референдумы» и «аннексию территорий Украины российскими оккупационными силами». Государственный департамент отмечает что депутаты единогласно приняли закон о фейках, а некоторые депутаты сыграли ключевую роль в распространении российской дезинформации о войне.
23 февраля 2023 года включён в санкционный список Канады «соратников режима», так как он «голосовал за законодательство связанное с вторжением и попыткой аннексии четырех регионов Украины».
По аналогичным основаниям, с 4 марта 2022 года находится под санкциями Швейцарии. С 4 мая 2022 года находится под санкциями Австралии. С 12 апреля 2022 года находится под санкциями Японии. Указом президента Украины Владимира Зеленского от 7 сентября 2022 находится под санкциями Украины. С 12 октября 2022 года находится под санкциями Новой Зеландии.

## Звания и награды
- Заслуженный юрист Российской Федерации (2016)[30]
- Благодарность Президента Российской Федерации (2008)[31]
- Почётная грамота правительства Российской Федерации (2013)[32]

## Семья
Женат. Имеет сына и двух дочерей. Отец — Фёдор Вяткин, юрист, председатель Челябинского областного суда в 1988—2013 годах. В 1988 году в свои 38 лет он был самым молодым из председателей областных и им равных судов.